# Пониковиця (зупинний пункт)
Понико́виця — пасажирський залізничний зупинний пункт Рівненської дирекції Львівської залізниці розташований на двоколійній електрифікованій змінним струмом лінії Здолбунів — Красне.
Розташований біля села Пониковиця Бродівського району Львівської області між станціями Броди (6 км) та Заболотці (7 км).
На зупинному пункті зупиняються приміські поїзди.